# Олтон (Міссурі)
Олтон (англ. Alton) — місто (англ. city) в США, в окрузі Орегон штату Міссурі. Населення — 707 осіб (2020).

## Географія
Олтон розташований за координатами 36°41′29″ пн. ш. 91°23′32″ зх. д. / 36.69139° пн. ш. 91.39222° зх. д. (36.691382, -91.392266).  За даними Бюро перепису населення США в 2010 році місто мало площу 4,10 км², з яких 4,06 км² — суходіл та 0,04 км² — водойми.

## Демографія
Згідно з переписом 2010 року, у місті мешкала 871 особа в 352 домогосподарствах у складі 213 родин. Густота населення становила 212 особи/км².  Було 406 помешкань (99/км²).
Расовий склад населення:
| - 95,6 % — білих - 0,7 % — корінних американців - 0,5 % — чорних або афроамериканців |

До двох чи більше рас належало 3,2 %. Частка іспаномовних становила 1,4 % від усіх жителів.
За віковим діапазоном населення розподілялося таким чином: 28,7 % — особи молодші 18 років, 45,7 % — особи у віці 18—64 років, 25,6 % — особи у віці 65 років та старші. Медіана віку мешканця становила 39,2 року. На 100 осіб жіночої статі у місті припадало 84,1 чоловіків;  на 100 жінок у віці від 18 років та старших — 77,9 чоловіків також старших 18 років.
Середній дохід на одне домашнє господарство  становив 34 113 долари США (медіана — 22 353), а середній дохід на одну сім'ю — 41 040 доларів (медіана — 29 659). За межею бідності перебувало 39,1 % осіб, у тому числі 52,7 % дітей у віці до 18 років та 33,1 % осіб у віці 65 років та старших.
Цивільне працевлаштоване населення становило 325 осіб. Основні галузі зайнятості: освіта, охорона здоров'я та соціальна допомога — 35,1 %, роздрібна торгівля — 27,4 %, виробництво — 10,2 %, транспорт — 8,0 %.